# Mazzè
Mazzè (piemonti nyelven Massè ,) egy település Olaszországban, Torino megyében a Dora Baltea folyó mentén.

## Elhelyezkedése

Mazzè község Torino megye térképén

Szomszédos települések: Caluso, Candia Canavese, Chivasso, Cigliano (Vercelli megye), Moncrivello (Vercelli megye), Rondissone, Villareggia és Vische.

## Fordítás
- Ez a szócikk részben vagy egészben  a   Mazzè című olasz Wikipédia-szócikk fordításán alapul.  Az eredeti cikk szerkesztőit annak laptörténete sorolja fel. Ez a jelzés csupán a megfogalmazás eredetét és a szerzői jogokat jelzi, nem szolgál a cikkben szereplő információk forrásmegjelöléseként.